# Napajedla (zámek)
Zámek Napajedla s rozlehlým zámeckým parkem je jednou z architektonických dominant moravského města Napajedla. Byl postaven v letech 1764–1769 dle návrhu a pod vedením brněnského architekta Františka Antonína Grimma. Dnes je celý areál chráněn jako kulturní památka a je v soukromém vlastnictví. Zámek slouží jako hotel a prostor pro pořádání komerčních a společenských akcí. Budova zámku je omezeně přístupná veřejnosti.

## Historie
Pozdně barokní šlechtické sídlo postavil židlochovický zednický mistr Antonín Slováček, zvaný Mates, v letech 1764 až 1769 dle návrhu a pod vedením brněnského architekta Františka Antonína Grimma pro majitelku napajedelského velkostatku Annu Marii z Rottalu. Výstavba zámku pokračovala i za dalších majitelů panství, členů rodů Kobenzlů, Stockau a Baltazzi. Do historie Napajedel se výrazně zapsal Aristides Baltazzi (1853–1914) založením hřebčína s chovem anglických plnokrevníků v roce 1886, který je dnes nejvýznamnějším svého druhu v České republice.
Po smrti Aristida Baltazziho v roce 1914 se majitelkou napajedelského zámku a velkostatku stala hraběnka Marie Baltazzi-Stockau, která ovšem situaci finančně nezvládala. Zámek, park a hřebčín byla v roce 1935 nucena koupit firma Baťa, tehdy již pod vedením Jana Antonína Bati, jehož závodům hraběnka dlužila přes tři miliony tehdejších korun. Baťův podpůrný fond dále hraběnku podporoval v nesnázích částkou nejméně 500 Korun měsíčně. Hřebčín byl následně vyměněn s Československým státem za tlumačovské pozemky důležité pro podnikatelské aktivity firmy Baťa. Značně jsou rozšířeny mylné informace, že zámek koupil J. A. Baťa osobně, aby si zde vybudoval rodinné sídlo, ovšem studium materiálů firmy Baťa prozradilo zcela jiné plány, které Jan Antonín Baťa se zámkem měl, a to vybudování střední školy Tomášov za účelem výchovy vedoucích pracovníků Baťových závodů.
Za druhé světové války byl celý zámecký areál zkonfiskován nacisty a byl zde ubytován oddíl Hitlerjugend. Ustupující Němci v průběhu a hlavně na konci války zámek značně zdevastovali. Po válce a znárodňování připadl celý areál státnímu podniku Fatra. Fatra zde vybudovala kulturní a rekreační zařízení pro své zaměstnance, mj. Klub kultury s divadlem. Zámecký park byl otevřen veřejnosti a díky své poloze se stal nejen vítanou zkratkou místních obyvatel (zámecký areál je totiž vklíněn do středu protáhlých sedmitisícových Napajedel), ale především místem, kde se přirozeně začali setkávat občané Napajedel všech generací, kteří sem mířili za odpočinkem v klidném prostředí parku, za návštěvou divadelních představení nebo za posezením v divadelním bufetu, jenž byl součástí Klubu kultury zbudovaného Fatrou. Po převratu 1989 se nově vzniklá Fatra a.s. začala dostávat do finančních obtíží a začala hledat kupce pro celý zámecký areál. V roce 2000 koupilo Město Napajedla objekt Klubu kultury v zámeckém parku. V roce 2002 bylo zřízeno věcné břemeno, které mělo zajistit, že nový vlastník bude přístup veřejnosti do parku respektovat. Tehdejší starostka Napajedel Irena Brabcová deklarovala neústupnost na tomto bodu.

### 21. století
V roce 2008 zámek s celým areálem koupila za tímto účelem založená společnost Zámek Napajedla, jejíž jedinou jednatelkou je majitelka místní realitní kanceláře Eva Gajdošík. Společnost Zámek Napajedla započala s rekonstrukcí zámku a s jeho komerčním využitím. Dne 1. srpna 2009 byl ukončen pravidelný provoz divadelního bufetu Klubu Kultury, mimo jiné kvůli zákazu venkovního posezení na pozemcích Zámku Napajedla. V noci ze 6. na 7. května 2010 u zámeckého rybníčku spadl strom a byl poprvé uzavřen volný průchod parkem kvůli dalšímu možnému pádu stromů a dendrologickému výzkumu, který měl trvat do října 2010. Dendrologický posudek ovšem nebyl nikdy předložen.
Dne 19. července 2010 byla uzavřena nová smlouva o věcném břemeni mezi Městem Napajedla a Zámkem Napajedla. V prosinci 2010 odkoupila od Zámku Napajedla jeho jednatelka několik částí zámku, především parcelu 280/1, na které se nachází většina zámeckého parku spolu s jižní přístupovou bránou. V červenci 2013 byl park uzavřen podruhé a byl zaveden nový režim přístupu do parku výhradně na základě povolení od Zámku Napajedel. Po parku byla rozmístěna ochranka a Zámek Napajedla deklaroval svůj výklad věcného břemene spojeného se zámeckým areálem, který nezahrnuje právo veřejného průchodu. Město Napajedla podalo na majitele Zámku žalobu, ale u soudu první instance ani při odvolání s žalobou neuspělo. Situaci v různých průzkumech považovalo za tíživou 30 až 50% dotázaných obyvatel Napajedel. Řešení problému bylo také součástí strategického cíle III. Rozvoj cestovního ruchu rodinného typu v Programu rozvoje města Napajedel na období 2013-2020, kromě opatření 3.2.d Zajistit udržitelnost stávajících kulturních objektů města v zámeckém areálu ovšem dokument už žádnou jinou informaci o zámeckém areálu neobsahuje, kromě překvapivé informace o počtu 8000 návštěvníků Zámku Napajedla ročně.
Od poloviny roku 2017 má zámek nového majitele a jeho exteriéry prošly rekonstrukcí.
Svůj druhý manželský svazek zde 13. července 2019, tentokráte s Petrou Vraspírovou, uzavřel český herec Roman Vojtek.
| Rok  | Počet návštěvníků |
| ---- | ----------------- |
| 2015 | 990               |
| 2016 | 1 354             |
| 2017 | 1 344             |

## Popis
Zámek Napajedla je volně stojící dvoukřídlá budova ve tvaru písmene U, kde bylo ve třech podlažích přes 50 obytných místností, mimo pokojů služebných a příslušenství. Vnitřním prostorům zámku dominuje kruhový zrcadlový sál, který sloužil především pro přijímání návštěv nebo jako taneční sál při slavnostních příležitostech. Dále je zde salonek holandských mistrů, barokní salonek, rozlehlá zámecká jídelna a zámecká kaple.
Zámek je obklopen zhruba desetihektarovým parkem navrženým dle francouzského a anglického stylu. V parku se nachází rybníček, značný počet vzácných dřevin, množství soch, tenisové a házenkářské hřiště a sídlí zde napajedelský klub kultury s divadlem. Na největší louce parku bylo zřízeno golfové hřiště. Rozlehlý zámecký areál má dvě hlavní brány, severní a jižní, a dále dvě menší branky, východní a severovýchodní.